# Justicia kuntzei
Justicia kuntzei är en akantusväxtart. Justicia kuntzei ingår i släktet Justicia och familjen akantusväxter.

## Underarter
Arten delas in i följande underarter:
- J. k. kuntzei
- J. k. robusta